# Hokej na lodzie na Zimowych Igrzyskach Olimpijskich 1994
Wyniki turnieju hokeja na lodzie rozegranego podczas Zimowych IO w Lillehammer:

## Medaliści
| Złoto | Srebro | Brąz |
| Szwecja | Kanada | Finlandia |
| Håkan Algotsson Charles Berglund Jonas Bergqvist Andreas Dackell Christian Due-Boje Niklas Eriksson Peter Forsberg Roger Hansson Roger Johansson Tomas Jonsson Kenny Jönsson Jörgen Jönsson Patrik Juhlin Patric Kjellberg Håkan Loob Mats Näslund Stefan Örnskog Leif Rohlin Daniel Rydmark Tommy Salo Fredrik Stillman Mikael Sundlöv Magnus Svensson Trenerzy: Curt Lundmark Par Märts | Adrian Aucoin Mark Astley David Harlock Corey Hirsch Todd Hlushko Greg Johnson Fabian Joseph Paul Kariya Chris Kontos Manny Legace Ken Lovsin Derek Mayer Petr Nedvěd Dwayne Norris Greg Parks Alain Roy Jean-Yves Roy Brian Savage Brad Schlegel Wallace Schreiber Chris Therien Todd Warriner Brad Werenka Trenerzy: Tom Renney Danny Dubé | Mika Alatalo Erik Hämäläinen Raimo Helminen Timo Jutila Sami Kapanen Esa Keskinen Marko Kiprusoff Saku Koivu Pasi Kuivalainen Janne Laukkanen Tero Lehterä Jere Lehtinen Mikko Mäkelä Jarmo Myllys Mika Nieminen Janne Ojanen Mikko Palo Ville Peltonen Pasi Sormunen Mika Strömberg Jukka Tammi Petri Varis Hannu Virta Trenerzy: Curt Lindström Hannu Aravirta |

### Statystyki
Zawodnicy z pola
- Klasyfikacja strzelców –  Miroslav Šatan: 9 goli
- Klasyfikacja asystentów –  Žigmund Pálffy: 7 asyst
- Klasyfikacja kanadyjska –  Žigmund Pálffy: 10 punktów

### Nagrody
Skład gwiazd turnieju
- Bramkarz:  Tommy Salo
- Obrońcy:  Brad Werenka,  Timo Jutila
- Napastnicy:  Mats Näslund,  Peter Šťastný,  Patrik Juhlin

## Końcowa klasyfikacja
- 1. Szwecja
- 2. Kanada
- 3. Finlandia
- 4. Rosja
- 5. Czechy
- 6. Słowacja
- 7. Niemcy
- 8. Stany Zjednoczone
- 9. Włochy
- 10. Francja
- 11. Norwegia
- 12. Austria